# بلوسلو
بلوسلو (به لاتین: Boluslu، تا ۳۰ سپتامبر ۲۰۱۱ جینلی بلوسلو Cinli Boluslu) یک منطقه مسکونی در جمهوری آذربایجان است که در شهرستان گران‌بوی واقع شده است. بلوسلو ۱۳۱۳ نفر جمعیت دارد.